# Store Vejleå
Store Vejleå er en å på Københavns Vestegn, der har sin kilde ved den sydøstlige udkant af Porsemosen, og som løber ud i Køge Bugt. Store Vejleådalen er en gammel tunneldal udformet af isen i istiden.
Åens højre/vestlige bred ligger i Høje Taastrup og Ishøj Kommuner, mens den venstre/østlige bred ligger i Albertslund og Vallensbæk Kommuner. Langs Store Vejleå er der både mulighed for at cykle på cykelsti eller at vandre ad Store Vejleå Trampesti.
Åen løber gennem Tueholm Sø og Vallensbæk Sø (sø til vandski) ved motorvejen og Ringsted-banen. Åens udløb har en sluse/pumpestation som kan pumpe 2 tons vand i sekundet ud i Ishøj havn og holde åens vandstand lavere end en halv meter over normal.